# Schnitzelmitkartoffelsalat
Der Begriff Schnitzelmitkartoffelsalat ist ein Testbegriff von Webmastern, um die Eigenschaften von Suchmaschinen zu erforschen. Er wurde am 15. November 2002 von Steffi Abel erstmals in der Newsgroup de.comm.infosystems.www.authoring.misc erwähnt. Ursprünglich sollte damit die Zeitdauer vom Besuch des Robots bis zur Aufnahme in den Index der Suchmaschine gemessen werden. Schnitzelmitkartoffelsalat war dabei ein gewählter Begriff, der zu diesem Zeitpunkt bei Google noch nicht im Index vertreten war.
Das Ziel wurde erweitert zur Untersuchung, wie Google verschiedene HTML-Konstruktionen verarbeitet und welche Ergebnisse geliefert werden. Für die ursprüngliche Zielsetzung ist der Begriff mittlerweile ungeeignet, da er auf Hunderten von Seiten zu finden ist. Schnitzelmitkartoffelsalat ist inzwischen ein Synonym für Zeichenketten, die noch nicht in Suchmaschinen zu finden sind.
Von besonderem Interesse ist dabei, wie die verschiedenen Algorithmen der Suchmaschinen funktionieren und wie die Robots die Seiten indexieren. Die Erkenntnisse daraus können helfen, Webseiten für solche Suchmaschinen zu optimieren.

## Ähnliche Themen
- im Jahr 2005 rief die Computerzeitschrift c’t einen Wettbewerb um die Platzierung des Phantasiebegriffs „Hommingberger Gepardenforelle“ in Suchmaschinen aus.